# OGame
OGame é um text based massively multiplayer online browser game de gerenciamento de recursos de guerra espacial, com cerca de dois milhões de contas em 2006. OGame foi criado em 2000 e é produzido e mantido pela Gameforge AG. Está disponível em vários idiomas, e diferentes nacionalidades possuem suas próprias comunidades. O jogo não difere entre a nacionalidade das comunidades exceto em casos raros. Os jogadores geralmente são avisados sobre as novidades e mudança nas regras ou novas versões através dos fóruns oficiais
Desde 22 de outubro de 2009, OGame.org tem um total de 47 universos, incluindo quatro universos usando um novo design. Mas estão sendo adicionados periodicamente. OGame também hospeda o universo "pr0game", com regras diferentes e com 5 vezes a velocidade regular, atualmente listado no OGame.org como Universe 35.

## Jogabilidade
Todos os universos de OGame consistem de três classificações: galáxias, sistemas e slots planetárias. Todos os universos possuem 9 galáxias, cada com 499 sistemas, que contém 15 slots planetárias. Enviar frotas para diferentes galáxias leva mais tempo, enquanto enviar frotas para o mesmo sistema leva menos tempo.
Cada jogador começa com um planeta em uma coordenada destinada aleatoriamente entre a slot 4 e 12, em um sistema e galáxia aleatórios. O primeiro planeta dispoem de 163 campos, que determinam quantas melhorias podem ser feitas na criação do planeta, indiferente do espaço do sistema do jogador. O império do jogador pode compor-se de até n planetas dependendo da sua pesquisa de astrofisica. Toda a construção, pesquisa, e  missões são executadas e lançadas de um planeta ou lua. O desenvolvimento é feito pela utilização de três recursos: metal, cristal, e deutério, e também energia e matéria negra (obtida com dinheiro real). Há modos diferentes de obter esses recursos, incluindo mineração, comércio e invadir planetas ou colônias de outros jogadores (ver Combate abaixo). Os jogadores são organizados segundo os seus pontos, com um ponto premiado para todas mil de unidades de recurso investidas em uma construção, pesquisa, naves, ou defesa. Nenhum ponto é dado para recursos não gastos.

### Combate
Diferente de muitos outros jogos de estratégia em tempo real, OGame não dá ao jogador o controle constante da sua nave espacial. Em vez disso, o jogador envia a(s) nave(s) a uma posição (usando o sistema de coordenada do jogo) e o que fazer quando a frota chega. Em OGame, o combate é resolvido quando as frotas e/ou a defesa se encontram. O combate realiza-se imediatamente e compõe-se de 1 para 6 rounds. Os ataques de frota são normalmente usados para obter recursos de outro jogador, que é chamado raiding, embora os ataques de frota também possam ser feitos para destruir a frota de um oponente e reunir o campo de destroços criado da batalha. A defesa é construída para defender um planeta contra uma frota inimiga que ataca.

### Alianças
Uma aliança é um grupo de jogadores que se juntam e é pela maior parte usado para objetivos de solidariedade. As alianças são criadas para jogadores protegerem um a outro de ataques, se juntando em conjunto para invadir outros planetas, ou promover o comércio gratuito entre membros. Os membros de uma aliança podem usar o ACS (Alliance Combat System, Sistema de Combate de Aliança), disponível em alguns universos, sincronizar movimentos de frota e missões com membros da mesma aliança e temporariamente "estacionar" uma frota no planeta de um aliado.

### Mercadores
Os jogadores podem contratar um mercador que usa matéria negra (comprada com dinheiro pelos jogadores) para comerciar um tipo de recurso para o outro. O montante de recursos comercializado é limitado para a quantidade do espaço gratuito em edifícios de armazenamento e o montante da matéria negra que o jogador tem.

### Pesquisas
No OGame existem 16 pesquisas, divididas em 4 tipos: pesquisas básicas, que inclui pesquisas de laser íons, plasma, energia e de hiperespaço; pesquisas de motores, que inclui motores de combustão, de impulsão e de hiperespaço; pesquisas avançadas, que inclui pesquisa de espionagem, computadores, astrofísica, rede intergalática de pesquisa e gravitação; e o último tipo de pesquisa, as pesquisas de combate, que inclui pesquisa de armas, escudo e blindagem). Por cada pesquisa efectuada, é necessário o dobro de recursos usados na melhoria do nível anterior. A pesquisa de astrofísica é uma exceção à regra do dobro.

## OGame no Brasil
O OGame começou no Brasil em 2006, e atualmente conta com vários universos, sendo o mais recente chamado de Ganimed, iniciado em 22 de Março de 2018.

## Premiações
OGame ganhou o Superbrowsergame Award de bronze em 2006.